# Cserjés sóballa
A cserjés sóballa (Suaeda vera) a disznóparéjfélékhez (Amaranthaceae) tartozó sóballa (Suaeda) nemzetség egyik faja.

## Előfordulása
Európában a Földközi-tenger mellékén és az Atlanti-óceán partvidékén fordul elő; legészakibb élőhelyei a Brit-szigeteken találhatók, ahol az augusztusi 16 °C-os izoterma húzódik. Nyugat-Európában inkább a délies fekvésű partvidékeken fordul elő. Leírták Spanyolország belső területeiről is. Ugyancsak az Atlanti-óceán mentén él a Madeira- és a Kanári-szigeteken, Szent Ilona szigetén és Angola partjain. Ismert az Indiai-óceán mentén Szomáliában és Délnyugat-Ázsiában. Belső szárazföldi területen még Oroszország déli részén, Afganisztánban és Indiában található meg Európán kívül.

## Jellemzése
Legfeljebb 120 cm magas, de többnyire kisebb termetű, örökzöld cserje, azaz a többéves sóballák közé tartozik; a Raunkiær-féle életforma-osztályozás szerint nanophanerophyta. Megjelenése hasonló az egyéves sziki sóballához (Suaeda maritima), de leveleinek csúcsa tompa. Júliustól szeptemberig nyílnak virágzatban álló virágai, terméseit pedig szeptember és november közötti időszakban hozza.
Állománya többnyire sűrű. Víz által szállított, majd a partra kimosódó magvai az üledékszemcsék közé ülepednek le, majd tavasszal ott kicsíráznak. A téli viharok során leszakított vegetatív részei is szerepet játszhatnak elterjedésében, új élőhelyek meghódításában. A spontán módon gyökeret fejlesztő felszín alatti szárai oldalirányban segítik szétterjedését élőhelyén. Vegetatív szaporodása azonban kevéssé jellemző.

## Élőhelye
Síkvidéki növény, 300 m-nél alacsonyabb tengerszint feletti magasságú területeken él. Ezen belül a kavicsos tengerpart parti dűnék felé eső részén gyakori (itt sokszor más fajok nélkül, egyedül fordul elő), illetve sós mocsarak külső, száraz zónájában, különösen ott, ahol ezek kavicságyakkal vagy homokdűnékkel érintkeznek (itt Atriplex portulacoides és/vagy Elytrigia atherica még a társulásalkotó faj). Az angliai Norfolk megyében sós mocsár és homokdűne közti átmeneti területen Armeria maritima, Atriplex portulacoides, Frankenia laevis, Limonium bellidifolium, Limonium binervosum és tengerparti mézpázsit (Puccinellia maritima) adja társaságát. Természetesen a hasonló, de mesterségesen kialakított környezetben, például tengerparti védőgátak mentén szintén megtalálható, s jóval ritkábban ugyan, de előfordul a tengerpart menti lápi legelőket behálózó brakkvizes erek mentén is. Anglesey területén minden bizonnyal behurcolt elem, mert ha őshonos lenne, akkor a rendelkezésére álló területeken elterjedt volna.
A cserjés sóballa Nagy-Britanniában valószínűleg mindig ritka faj volt, és ottani elterjedési területe manapság is csak alig változik. Viszonylag kevés olyan hely van, ahonnan végleg eltűnt, ráadásul az ilyen helyeket azért is nehéz meghatározni, mert például Lincolnshire megyében, elterjedésének északi határán nyilvánvalóvá vált, hogy időnként megjelenik, aztán eltűnik, majd később ismét visszatér. Habár egyes állományait a tengerparti hullámtörő védművek és egyéb part menti mérnöki létesítmények veszélyeztethetik, a nagyobb populációk zöme a védett, úgynevezett SSSI-területeken belül található Valószínűsíthető, hogy korábban egyes populációi amiatt tűntek el, mert élőhelyüket mezőgazdasági újrahasznosítás céljából átalakították. Viszont a klímaváltozás következtében felgyorsult tengerszint-emelkedés hosszabb távon jelentősen veszélyeztetheti a cserjés sóballák élőhelyeit.